# Altepexi
Altepexi es una localidad del estado mexicano de Puebla. Es cabecera del municipio de Altepexi.

## Demografía
| Censo | Población |
| ----- | --------- |
| 1900  | 1 673     |
| 1910  | 1 752     |
| 1921  | 1 974     |
| 1930  | 2 505     |
| 1940  | 2 771     |
| 1950  | 4 037     |
| 1960  | 4 667     |
| 1970  | 6 661     |
| 1980  | 9 903     |
| 1990  | 12 184    |
| 1995  | 13 443    |
| 2000  | 15 247    |
| 2005  | 16 395    |
| 2010  | 18 217    |
| 2020  | 21 307    |